# فتق مادرزادی دیافراگم
فتق مادرزادی دیافراگم(به انگلیسی: Congenital diaphragmatic hernia (CDH)) یک بیماری مادرزادی در دیافراگم (نقص هنگام تولد) می‌باشد.
فتق مادرزادی دیافراگم، آسیب تهدیدکننده حیات در نوزادان و یکی از علل عمده مرگ و میر به خاطر هیپوپلازی ریوی میباشد.

## نشانگان
علائم مربوط به هرنی بوش‌دالگ در نوزاد تازه به دنیا آمده قابل تشخیص و با نشانه‌های متفاوت می‌باشد.
- سختی در تنفس
- افزایش ضربان قلب
- سیانوز شدن (آبی شدن رنگ پوست)[۲][۳]

## انواع فتق مادرزادی دیافراگم
- فتق باکدالک (Bochdalek hernia)
- فتق مورگانی (Morgagni's hernia)، نقص قدامی نادر و متغیر دیافراگمی بوده که مورگانی نامیده می‌شود و در پشت یا بالای جناغ سینه ایجاد می‌شود.